# 神崎靖浩
神崎 靖浩（かんざき やすひろ、2000年8月5日 - ）は、日本のプロボクサー。岡山県岡山市出身。第4代日本スーパーフライ級ユース王者。倉敷守安ボクシングジム所属。

## 来歴
関西高校卒業。
2019年4月28日のプロデビュー戦は判定勝ち。
2020年西日本フライ級新人王として、東軍代表宝珠山晃を相手に4回1-2（47-46、46-47×2）の判定負けで全日本新人王獲得に失敗
そして同年10月19日に後楽園ホールで行われた「フェニックスバトル」にて湊義生と日本スーパーフライ級ユース王座決定戦を行い、8回3-0（77-75、78-74×2）の判定勝ちを収めて日本ユース王座獲得に成功。

## 獲得タイトル
- 2020年度西日本フライ級新人王
- 第4代日本スーパーフライ級ユース王座（防衛0）

## 戦績
- アマチュアボクシング - 30戦18勝（2KO）12敗
- プロボクシング - 14戦10勝3敗1分（2KO）